# 五匹のこぶたとチャールストン
- 五匹のこぶたとチャールストン
- 五匹の子豚とチャールストン
- 五匹の仔豚とチャールストン
- 五ひきの仔ブタとチャールストン
- 五ひきの仔ぶたとチャールストン
- 5匹のこぶたとチャールストン
- 5匹の子豚とチャールストン

「五匹のこぶたとチャールストン」（ごひきのこぶたとチャールストン）は、作詞（日本語詞）：漣健児、作曲：フレディ・モーガン (Morgan Freddy) & ノーマン・マルキン (Malkin Norman Sidney) の歌。原題は『The Shimmy Shake』。

## 解説
1961年、原曲の『The Shimmy Shake』（インストゥルメンタル曲）が発表される。
1962年7月に、漣健児による日本語詞がつけられたバージョンが森山加代子のシングル曲として発表された。同年8月に麻生京子が、同年9月に安村昌子がカバーし、競作となる。森山は同年の『第13回NHK紅白歌合戦』で本楽曲を歌唱した。
漣健児による日本語詞では、いつもチャールストンを踊っている5匹の仔ブタについて歌っている。そして登場する仔ブタの5兄弟姉妹は、「チャールストン」にちなんで「チー子」「ヤーちゃん」「ルー坊」「スーちゃん」「トン吉」と命名されている。
日本では童謡としても親しまれている。1964年8月-9月に東京放送児童合唱団の歌により、NHKの『みんなのうた』で放送された。映像はモノクロのアニメーションで、『みんなのうた』常連の久里洋二が手がけた。また、同じくNHKの『おかあさんといっしょ』でも使用された。
なお『みんなのうた』版は、36年弱後の2008年6月-7月に『みんなのうたお楽しみ枠』で再放送、それから9年後の2017年4月21日、5月19日のみんなのうたリクエストでも再放送され（本枠でモノクロ作品が放送されたのは本曲が唯一）、2021年4月24日に定時番組で57年振りにモノクロ版が再放送された。また、2004年、2011年にNHKエンタープライズから発売されたDVD-BOX「NHKみんなのうた DVD-BOX」の「DISC.2」に、映像が収録された。

## シングル収録曲
森山加代子盤（東芝音楽工業(現・ユニバーサルミュージック) JP-5136）
1. 五ひきの仔ブタとチャールストン
  - 訳詞：漣健児、作曲：モーガン & マルキン、編曲：宮川泰
2. ジョニー・エンジェル (Johnny Angel)
  - シェリー・フェブレーのカバー。訳詞：漣健児、編曲：宮川泰

麻生京子盤（日本コロムビア SA-943）
1. カッコいい彼氏 (Gonna Git That A Man)
  - コニー・フランシスのカバー。訳詞：漣健児、編曲：林一
2. 五匹の子豚とチャールストン
  - 訳詞：漣健児、作曲：モーガン & マルキン、編曲：林一

安村昌子盤（ビクター PV-17）
1. 五匹の仔豚とチャールストン
  - 訳詞：漣健児、作曲：モーガン & マルキン、編曲：寺岡真三
2. AABC（アア・ビチ）
  - イタリアの楽曲のカバー。訳詞：漣健児、作曲：エツィオ・レオーニ（イタリア語版）、編曲：寺岡真三

## 「みんなのうた」関連の収録
CD （特に記載のないものについてはオリジナル音源での収録）
- NHKみんなのうた 40周年ベストvol.1山口さんちのツトム君／さとうきび畑（2000年6月21日発売）　※森みゆきによるカバー版
- みんなのうた 50 アニバーサリー・ベスト 〜誰かがサズを弾いていた〜（2011年4月27日発売）
- NHKみんなのうた 〜Classic〜（2013年12月18日発売）

DVD
- NHK みんなのうた　第2集（2011年4月22日発売）

## その他のカバー
- 薗田憲一とデキシー・キングス（曲名は「五ひきの仔ぶたとチャールストン」。1962年11月発売の東芝フォノブック『五ひきの仔ぶたとチャールストン』収録）
- 酒井ゆきえ（1975年12月にポニー、キャニオン、日本コロムビアの競作で発売されたLP・カセットテープ『チュンパラ・ブギ そばかすつけた女の子』収録）
- 松本ちえこ（1977年発売『ハイ!授業中』に収録）
- 田中星児（1972年発売『NHKテレビ「うたのえほん」うたのおにいさん』（ビクター JBX-10）などに収録）
- 森みゆき（2003年発売『CDツイン み〜んなどうよう〜アイアイ・大きな古時計〜』などに収録）
- 神崎ゆう子
- 速水けんたろう、茂森あゆみ（1994年発売『NHKおかあさんといっしょ ベストセレクション1』などに収録）
- Umekichi（2004年発売『蔵出し名曲集〜リローデッド〜』収録）
- 宮本佳那子、高橋秀幸（2013年5月22日発売『こどものうた 〜VAMOLA!キョウリュウジャー〜』などに収録）